# A Broken Frame
A Broken Frame е вторият студиен албум на британската група Депеш Мод, издаден на 27 септември 1982 г. Това е първият албум на групата, записан след напускането на Винса Кларк, който създава нова група – Yazoo с певицата Алисън Мойет.
„A Broken Frame“ не е съвсем поп-албум, за разлика от първия, и достатъчно сериозен за младия колектив, благодарение на Мартин Гор, който става основният и фактически единственият автор на песните на Депеш Мод до 2001 г. Нито една от песните в албума няма дългосрочен успех. „A Broken Frame“ е единственият албум, от който нито една песен не е включена във видеоалбума „101“ и сборния „Remixes 81–04“. В периода от 1987 до 2006 г. песните от този албум не са изпълнявани на концерти от групата. По време на Devotional Tour през 1993 г. Алън Уайлдър иска да бъде изпълнена „The Sun and the Rainfall“, но идеята не среща поддръжка от другите членове на групата. „Leave in Silence“ е изпълнена в акустичен вариант в Париж, по време на „Touring the Angel“ през февруари 2006 г. Друга негативна страна на албума е това, че видеоклиповете, създадени от Джулиан Темпъл, не се харесват на групата, заради старомодния стил и странните действия, които членовете на Депеш Мод трябва да извършват по време на снимките. Видеоклип така и не излиза на пазара.
Албумът е сертифициран като „златен“ във Великобритания.

## Списък с песните

### Оригинален траклист
1. „Leave in Silence“ – 4:51
2. „My Secret Garden“ – 4:46
3. „Monument“ – 3:15
4. „Nothing to Fear“ – 4:18
5. „See You“ – 4:34
6. „Satellite“ – 4:44
7. „The Meaning of Love“ – 3:06
8. „A Photograph of You“ – 3:04
9. „Shouldn't Have Done That“ – 3:12
10. „The Sun and the Rainfall“ – 5:02

### Издание за Северна Америка
1. „Leave in Silence“ – 4:51
2. „My Secret Garden“ – 4:46
3. „Monument“ – 3:15
4. „Nothing to Fear“ – 4:18
5. „See You“ – 4:34
6. „Satellite“ – 4:44
7. „The Meaning of Love“ – 3:06
8. „Further Excerpts From: My Secret Garden“ – 4:20
9. „A Photograph of You“ – 3:04
10. „Shouldn't Have Done That“ – 3:12
11. „The Sun and the Rainfall“ – 5:02

### Колекционерско издание CD + DVD

#### Бонус тракове (за DTS 5.1, Dolby Digital 5.1, PCM Stereo)
1. „My Secret Garden“ (на живо от Hammersmith Odeon, 25 октомври 1982) – 7:28
2. „See You“ (на живо от the Hammersmith Odeon, 25 октомври 1982) – 4:11
3. „Satellite“ (на живо от the Hammersmith Odeon, 25 октомври 1982) – 4:28
4. „Nothing to Fear“ (на живо от the Hammersmith Odeon, 25 октомври 1982) – 4:28
5. „The Meaning of Love“ (на живо от the Hammersmith Odeon, 25 октомври 1982) – 3:14
6. „A Photograph of You“ (на живо от the Hammersmith Odeon, 25 октомври 1982) – 3:21

#### Бонус тракове (за PCM Stereo)
1. „Now, This Is Fun“ – 3:27
2. „Oberkorn (It's a Small Town)“ – 4:07
3. „Excerpt From: My Secret Garden“ – 3:14

#### Допълнителен материал
1. „Депеш Мод 1982 (Началото на тяхната така наречена тъмна фаза)“ (27-минутно видео)